# 7 World Trade Center (1987–2001)
7 World Trade Center (7 WTC, WTC-7 ou Torre 7), coloquialmente conhecido como Edifício 7 ou Edifício Salomon Brothers, foi um edifício de escritórios construído como parte do complexo original do World Trade Center em Lower Manhattan, na cidade de Nova Iorque. A torre estava localizada em um quarteirão delimitado pela West Broadway, Vesey Street, Washington Street e Barclay Street a leste, sul, oeste e norte, respectivamente. Foi desenvolvida por Larry Silverstein, que tinha um contrato de arrendamento do terreno com a Autoridade Portuária de Nova Iorque e Nova Jérsei, e projetada por Emery Roth & Sons. Ele foi destruído durante os ataques de 11 de setembro.

Treliças de transferência usadas nos 5º e 7º andares para redistribuir a carga para a fundação

O 7 World Trade Center original tinha 47 andares, era revestido de alvenaria de granito vermelho e ocupava uma área trapezoidal. Uma passarela elevada que atravessava a Vesey Street conectava o edifício à praça do World Trade Center. O edifício estava situado acima de uma subestação de energia da Consolidated Edison, o que impôs restrições únicas ao projeto estrutural. O edifício foi inaugurado em 1987 e, no ano seguinte, o Salomon Brothers assinou um contrato de aluguel de longo prazo, tornando-se o locatário principal do 7 WTC.
Em 11 de setembro de 2001, a estrutura foi substancialmente danificada por detritos quando a Torre Norte (1 World Trade Center), que estava próxima, desabou. Os detritos provocaram incêndios em vários andares inferiores do edifício, que continuaram a queimar sem controle durante toda a tarde. O sistema interno de supressão de incêndio do edifício não tinha pressão de água para combater os incêndios. O edifício começou a desmoronar quando uma coluna interna crítica se dobrou e desencadeou uma falha em cascata nas colunas próximas, que foram visíveis pela primeira vez do lado de fora com o desmoronamento de uma estrutura de cobertura no telhado às 17h20min33s. Isso deu início ao colapso progressivo de todo o edifício às 17h21min10s, de acordo com a FEMA, enquanto o estudo do NIST de 2008 indicou o horário final do colapso às 17h20min52s. O colapso tornou o antigo 7 World Trade Center o primeiro arranha-céu de aço conhecido por ter desmoronado principalmente devido a incêndios não controlados. Um novo edifício foi inaugurado no local em 2006.
O 7 World Trade Center original era um edifício de 47 andares, projetado por Emery Roth & Sons, com uma fachada de granito vermelho. O edifício tinha 190 metros de altura, com uma planta trapezoidal de 100 metros de comprimento e 43 metros de largura. A Tishman Realty & Construction gerenciou a construção do edifício.

### Características

#### Características mecânicas
O 7 World Trade Center foi construído sobre uma subestação de dois andares da Con Edison, que estava localizada no local desde 1967. A subestação tinha uma fundação tipo caixão projetada para suportar o peso de um futuro edifício de 25 andares com 56.000 m². NNo entanto, o projeto final do 7 World Trade Center era para um edifício muito maior do que o planejado originalmente quando a subestação foi construída. :xxxviii O projeto estrutural do 7 World Trade Center incluiu, portanto, um sistema de treliças e vigas de transferência de colunas gravitacionais, localizado entre os andares 5 e 7, para transferir cargas para a fundação menor. Os caixões existentes instalados em 1967 foram utilizados, juntamente com novos caixões, para acomodar o edifício. O 5º andar funcionava como um diafragma estrutural, proporcionando estabilidade lateral e a distribuição de cargas entre os caixões novos e antigos. Acima do 7º andar, a estrutura do edifício era um projeto típico de estrutura tubular, com colunas no núcleo e no perímetro, e cargas laterais resistidas por estruturas de momento perimetrais.
Uma rampa de embarque e desembarque, que servia todo o complexo do World Trade Center, ocupava o quarto leste da área ocupada pelo 7 World Trade Center. O edifício era aberto abaixo do 3º andar, proporcionando espaço para a passagem de caminhões na rampa de embarque. O revestimento à prova de fogo pulverizado para elementos estruturais de aço era Monokote à base de gesso, com classificação de resistência ao fogo de duas horas para vigas, travessas e treliças de aço e de três horas para colunas.
Equipamentos mecânicos foram instalados nos andares quatro a sete, incluindo 12 transformadores no 5º andar. Vários geradores de emergência instalados no edifício foram utilizados pelo Gabinete de Gestão de Emergências da Cidade de Nova Iorque, pela Salomon Smith Barney e por outros locatários. Para abastecer os geradores, 24.000 galões (91.000 litros) de diesel foram armazenados abaixo do nível do solo. Os componentes de distribuição de combustível diesel estavam localizados no nível do solo, até o nono andar. O telhado do edifício incluía uma pequena cobertura a oeste e uma cobertura mecânica maior a leste.

#### Escritórios
Cada andar tinha 47.000 pés quadrados (4.400 m²) de espaço para escritórios alugáveis, o que tornava as plantas baixas do edifício consideravelmente maiores do que a maioria dos edifícios de escritórios da cidade. No total, o 7 World Trade Center tinha 173.500 m² de espaço para escritórios. Duas pontes para pedestres conectavam o complexo principal do World Trade Center, do outro lado da Vesey Street, ao terceiro andar do 7 World Trade Center. Além de várias obras de arte adquiridas, de artistas como Frank Stella, Roy Lichtenstein e Ross Bleckner, o saguão do 7 World Trade Center abrigava um grande mural do artista Al Held, intitulado The Third Circle.

Entrada do 7 World Trade Center em 1994

A passarela e o canto sudeste do edifício em 11 de setembro de 2001

A cerimônia de inauguração foi realizada em 2 de outubro de 1984. O edifício foi inaugurado em maio de 1987 como parte do World Trade Center.
Em junho de 1986, antes da conclusão da construção, o incorporador Larry Silverstein assinou contrato com a Drexel Burnham Lambert como locatária de todo o edifício 7 World Trade Center por US$ 3 bilhões, com prazo de 30 anos. Em dezembro de 1986, após o escândalo de uso de informação privilegiada envolvendo Boesky, a Drexel Burnham Lambert cancelou o contrato de locação, deixando Silverstein na tarefa de encontrar outros locatárioss. A Spicer & Oppenheim concordou em alugar 14% do espaço, mas durante mais de um ano, devido à segunda-feira negra de 1987 e a outros fatores que afetaram negativamente o mercado imobiliário da parte sul de Manhattan, Silverstein não conseguiu encontrar locatários para o espaço restante. Em abril de 1988, ele baixou o aluguel e fez outras concessões.
Em novembro de 1988, a Salomon Brothers desistiu dos planos de construir um grande complexo novo no Columbus Circle, em Midtown, e concordou com um contrato de locação de 20 anos para os 19 andares superiores do 7 World Trade Center. O edifício foi amplamente renovado em 1989 para acomodar a Salomon Brothers, e o 7 World Trade Center passou a ser conhecido como o edifício Salomon Brothers. A maior parte dos três andares existentes foi removida, uma vez que os locatários continuaram a ocupar outros andares, e mais de 350 toneladas (EUA) de aço foram adicionadas para construir três andares comerciais com pé-direito duplo. Nove geradores a diesel foram instalados no 5º andar como parte de uma estação de energia de reserva. “Essencialmente, a Salomon está construindo um prédio dentro de um prédio – e é um prédio ocupado, o que complica a situação”, disse um gerente distrital da Silverstein Properties. De acordo com Larry Silverstein, essa tarefa incomum foi possível porque permitiu que “partes inteiras dos pisos fossem removidas sem afetar a integridade estrutural do edifício, partindo do princípio de que alguém poderia precisar de pisos com dupla altura”
Após o atentado ao World Trade Center em 26 de fevereiro de 1993, o prefeito de Nova York, Rudy Giuliani, decidiu instalar o centro de comando de emergência e os tanques de combustível associados no 7 World Trade Center. Embora essa decisão tenha sido criticada à luz dos eventos de 11 de setembro, acredita-se que o combustível no prédio tenha não contribuído para o seu colapso.

### Locatários finais

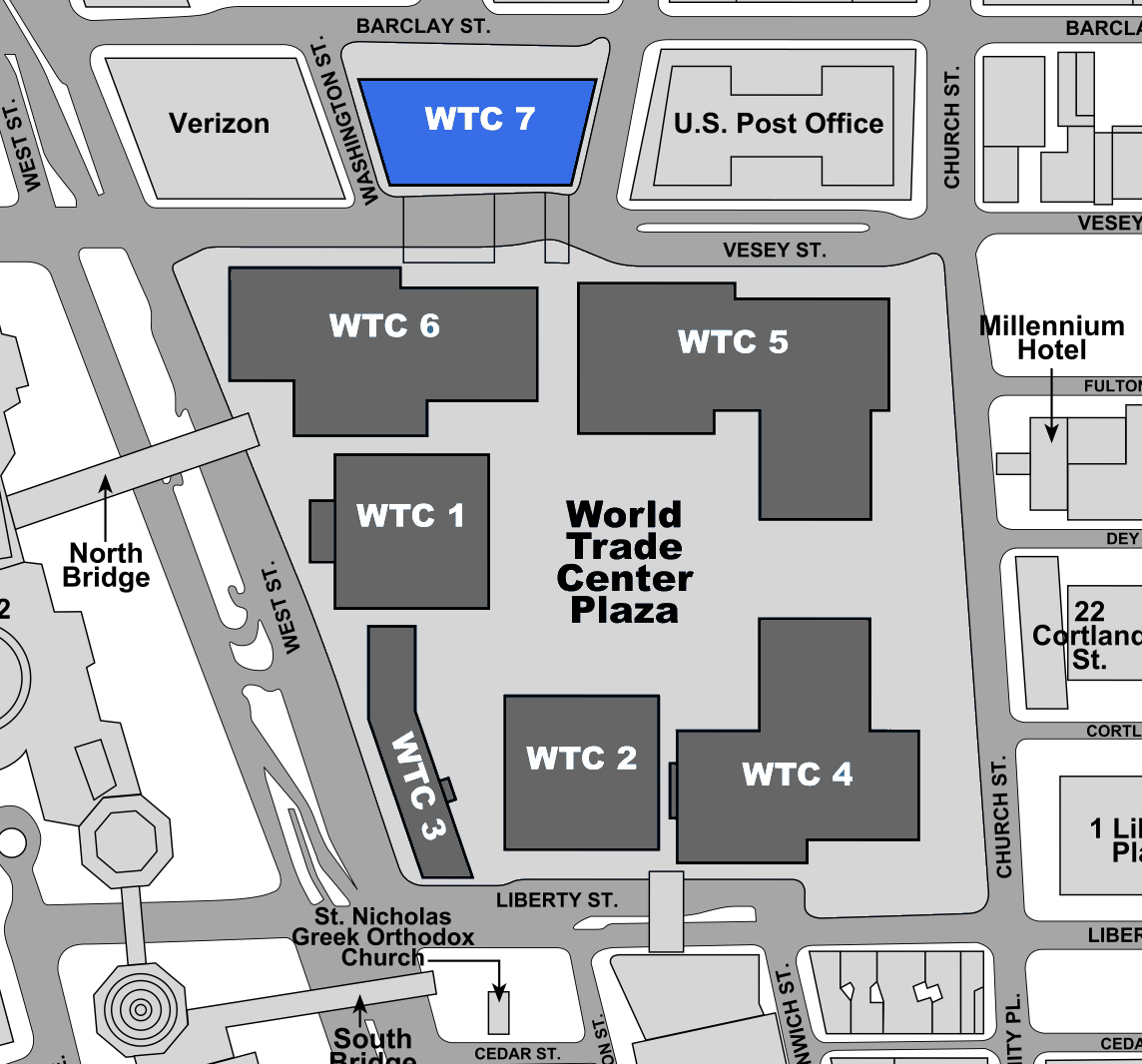
A posição do 7 WTC em relação aos outros edifícios do WTC antes de 11 de setembro de 2001

Na época dos ataques de 11 de setembro, a Salomon Smith Barney era de longe a maior locatária do 7 World Trade Center, ocupando 111.750 m² (64% do edifício), incluindo os andares 28 a 45. Outros locatários importantes incluíram o ITT Hartford Insurance Group (11.400 m²), o American Express Bank International (9.900 m²), o Standard Chartered Bank (10.350 m²) e a Comissão de Valores Mobiliários (9.850 m²). Entre os locatários menores estavam o Conselho Regional da Receita Federal (8.400 m²) e o Serviço Secreto dos Estados Unidos (7.900 m²). Os locatários menores incluíam o Escritório de Gerenciamento de Emergências da Cidade de Nova York, a Associação Nacional de Comissários de Seguros, o Banco Federal de Empréstimos Imobiliários de Nova York, o First State Management Group Inc., a Provident Financial Management e o Immigration and Naturalization Service. O Departamento de Defesa (DOD) e a Agência Central de Inteligência (CIA) dividiam o 25º andar com a Receita Federal (IRS). :2(O escritório clandestino da CIA só foi revelado após os ataques de 11 de setembro.) Os andares 46 e 47 eram andares mecânicos, assim como os seis andares inferiores e parte do sétimo andar.
De acordo com o CoStar Group, os andares 9 e 10 do 7 WTC eram ocupados pelo Serviço Secreto. A CIA tinha escritórios no 25º andar do 7 WTC, conforme relatado pela Associated Press. O Relatório Final de 2008 do Instituto Nacional de Padrões e Tecnologia referente ao Colapso do Edifício 7 do World Trade Center confirmou que o 14º andar estava vazio e atualizou as notícias da CoStar e da Associated Press de 2001 para mostrar que a Salomon Smith Barney havia alugado os andares 15, 16 e 17.
| Andar    | Empresas |
| -------- | --- |
| 28-45    | Salomon Smith Barney |
| 26-27    | Salomon Smith Barney, Banco Standard Chartered                                                                            |
| 25       | Departamento de Defesa, Agência Central de Inteligência                                                                   |
| 24       | Salomon Smith Barney |
| 23       | Salomon Smith Barney, Escritório de Gestão de Emergências de Nova York                                                    |
| 22       | Salomon Smith Barney, Banco Federal de Empréstimos Imobiliários                                                           |
| 21       | Salomon Smith Barney, First State Management Group, Hartford Financial Services Group                                     |
| 20       | Salomon Smith Barney, Hartford Financial Services Group                                                                   |
| 19       | Salomon Smith Barney, Hartford Financial Services Group, Associação Nacional de Comissários de Seguros                    |
| 18       | Salomon Smith Barney, Comissão de Igualdade de Oportunidades de Emprego dos EUA                                           |
| 15-17    | Salomon Smith Barney |
| 14       | Vago |
| 13       | Salomon Smith Barney, Provident Bank, American Express, Comissão de Valores Mobiliários e Câmbio, Standard Chartered Bank |
| 11-12    | Comissão de Valores Mobiliários dos EUA                                                                                   |
| 10       | Serviço Secreto dos EUA, Standard Chartered Bank                                                                          |
| 9        | Serviço Secreto dos Estados Unidos                                                                                        |
| 8        | American Express |
| 7        | American Express, Provident Bank, Serviço Secreto dos Estados Unidos                                                      |
| Sol, 1-6 | Salomon Smith Barney |

A área total ocupada por cada locatário foi:
| Locatário                                                  | Metros quadrados alugados | Andares ocupados      | Indústria              |
| ---------------------------------------------------------- | ------------------------- | --------------------- | ---------------------- |
| Salomon Smith Barney                                       | 1.202.900                 | 0–6, 13, 15–24, 26-47 | Instituição financeira |
| Conselho Regional da Receita Federal                       | 90.430                    | 24, 25                | Governo                |
| Serviço Secreto dos EUA                                    | 85.343                    | 9,10                  | Governo                |
| American Express Bank International                        | 106.117                   | 7, 8, 13              | Instituição financeira |
| Banco Standard Chartered                                   | 111.398                   | 10, 13, 26, 27        | Instituição financeira |
| Gestão Financeira Provident                                | 9.000                     | 7, 13                 | Instituição financeira |
| Grupo de Seguros ITT Hartford                              | 122.590                   | 19–21                 | Instituição financeira |
| Primeiro Grupo de Gestão Estadual                          | 4.000                     | 21                    | Seguros                |
| Banco Federal de Empréstimos Imobiliários                  | 47.490                    | 22                    | Instituição financeira |
| Associação Nacional de Comissários de Seguros              | 22.500                    | 19                    | Seguro                 |
| Comissão de Valores Mobiliários                            | 106.117                   | 11, 12, 13            | Governo                |
| Escritório de Gestão de Emergências da Cidade de Nova York | 45.815                    | 23                    | Governo                |

### Colapso
Quando a Torre Norte (1 World Trade Center) desabou em 11 de setembro de 2001, detritos pesados atingiram o 7 World Trade Center, danificando a face sul do edifício:18 (PDF p. 22) iniciando incêndios que continuaram a arder durante toda a tarde. O colapso também causou danos no canto sudoeste entre os andares 7 e 17 e na face sul entre o andar 44 e o telhado; outros possíveis danos estruturais incluíram um grande corte vertical perto do centro da face sul entre os andares 24 e 41. :17O edifício estava equipado com um sistema de sprinklers, mas apresentava muitas vulnerabilidades pontuais que podiam causar falhas: o sistema de sprinklers exigia a ativação manual das bombas elétricas de incêndio, em vez de ser um sistema totalmente automático; os controles no nível do piso tinham uma única conexão com o tubo ascendente do sprinkler, e o sistema de sprinklers exigia alguma energia para que a bomba de incêndio pudesse fornecer água. :11Além disso, a pressão da água era baixa, com pouca ou nenhuma água para alimentar os aspersores.:23–30
Após o colapso da Torre Norte, alguns bombeiros entraram no 7 World Trade Center para vasculhar o prédio. Eles tentaram extinguir pequenos focos de incêndio, mas a baixa pressão da água dificultou seus esforços. Ao longo do dia, incêndios fora de controle consumiram vários andares do 7 World Trade Center, com chamas visíveis no lado leste do edifício. Durante a tarde, o incêndio também foi visto nos andares 6–10, 13–14, 19–22 e 29–30. Em particular, os incêndios nos andares 7 a 9 e 11 a 13 continuaram a arder descontroladamente durante a tarde. Por volta das 14h (2:00 pm), os bombeiros notaram uma protuberância no canto sudoeste do 7 World Trade Center, entre o 10º e o 13º andar, um sinal de que o prédio estava instável e poderia desabar. Durante a tarde, os bombeiros também ouviram ruídos vindos do prédio. Por volta das 16h (4:00 pm), o chefe de operações do Corpo de Bombeiros de Nova York, Daniel A. Nigro, decidiu interromper as operações de resgate e evacuar a área imediata devido a preocupações com a segurança do pessoal.
O incêndio expandiu as vigas do edifício, causando o colapso de algumas delas. Isso fez com que a coluna central do canto nordeste (coluna 79), que era especialmente grande, se deformasse abaixo do 13º andar. Isso causou o colapso dos andares acima dela até o piso de transferência no quinto nível. A estrutura também apresentou rachaduras na fachada pouco antes de todo o edifício começar a desabar. De acordo com a FEMA, esse colapso começou às 17h20min33s (horário da costa leste dos EUA) quando a cobertura mecânica leste começou a desmoronar. Há divergências quanto à hora em que o prédio desabou completamente: às 17h21min10s, de acordo com a FEMA, :23e às 17h20min52s, de acordo com o NIST.
Não houve vítimas associadas ao colapso. O NIST não encontrou evidências que sustentassem teorias da conspiração, como a de que o colapso teria sido causado por explosivos; concluiu que uma combinação de fatores, incluindo danos físicos, incêndio e a construção incomum do edifício, desencadeou uma reação em cadeia que levou ao colapso.

#### Relatórios

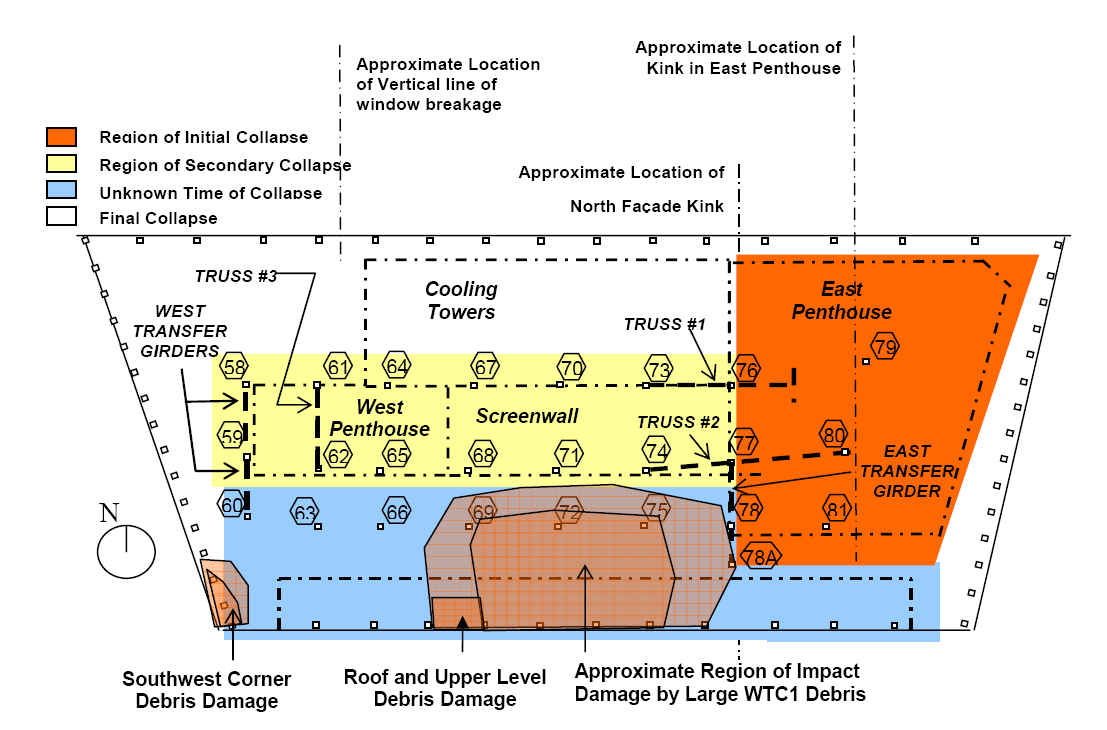
Visão esquemática da progressão do colapso, com falha estrutural iniciando nos andares inferiores, no lado leste do edifício, e progressão vertical até a cobertura mecânica leste

Em maio de 2002, a Agência Federal de Gestão de Emergências (FEMA) publicou um relatório sobre o colapso com base em uma investigação preliminar conduzida em conjunto com o Instituto de Engenharia Estrutural da Sociedade Americana de Engenheiros Civis, sob a liderança do Dr. W. Gene Corley, P.E. A FEMA chegou à conclusão preliminar de que o colapso não foi causado principalmente pelos danos reais causados pelo impacto do colapso do 1 WTC e do 2 WTC, mas pelos incêndios em vários andares, provocados pelos escombros das outras duas torres, que continuaram a arder sem cessar devido à falta de água para os sprinklers ou para o combate manual ao fogo. O relatório não chegou a conclusões sobre a causa do colapso e solicitou uma investigação mais aprofundada.
Posteriormente, o Instituto Nacional de Padrões e Tecnologia (NIST) foi autorizado pelo National Construction Safety Team Act a liderar uma investigação sobre a falha estrutural e o colapso das Torres Gêmeas do World Trade Center e do 7 World Trade Center. A investigação, liderada pelo Dr. S. Shyam Sunder, contou com a experiência técnica interna, bem como com o conhecimento de várias instituições privadas externas, incluindo o Instituto de Engenharia Estrutural da Sociedade Americana de Engenheiros Civis (SEI/ASCE); a Sociedade de Engenheiros de Proteção contra Incêndios (SFPE); a Associação Nacional de Proteção contra Incêndios (NFPA); o Instituto Americano de Construção em Aço (AISC); o Conselho de Edifícios Altos e Habitat Urbano (CTBUH); e a Associação de Engenheiros Estruturais de Nova Iorque (SEAoNY).

A maior parte da investigação do 7 World Trade Center foi adiada até que os relatórios sobre as Torres Gêmeas do World Trade Center fossem concluídos. Entretanto, o NIST apresentou um relatório preliminar sobre o 7 WTC em junho de 2004 e, posteriormente, divulgou atualizações ocasionais sobre a investigação. De acordo com o NIST, a investigação do 7 World Trade Center foi adiada por várias razões, incluindo o fato de que a equipe do NIST que estava trabalhando no 7 World Trade Center foi designada em tempo integral, de junho de 2004 a setembro de 2005, para trabalhar na investigação do colapso das Torres Gêmeas. Em junho de 2007, Shyam Sunder explicou:
Estamos procedendo o mais rápido possível, enquanto testamos e avaliamos rigorosamente uma ampla gama de cenários para chegar à conclusão mais definitiva possível. A investigação do 7 WTC é, em alguns aspectos, tão desafiadora quanto o estudo das torres, se não mais. No entanto, o estudo atual se beneficia muito dos avanços tecnológicos significativos alcançados e das lições aprendidas com nosso trabalho nas torres.

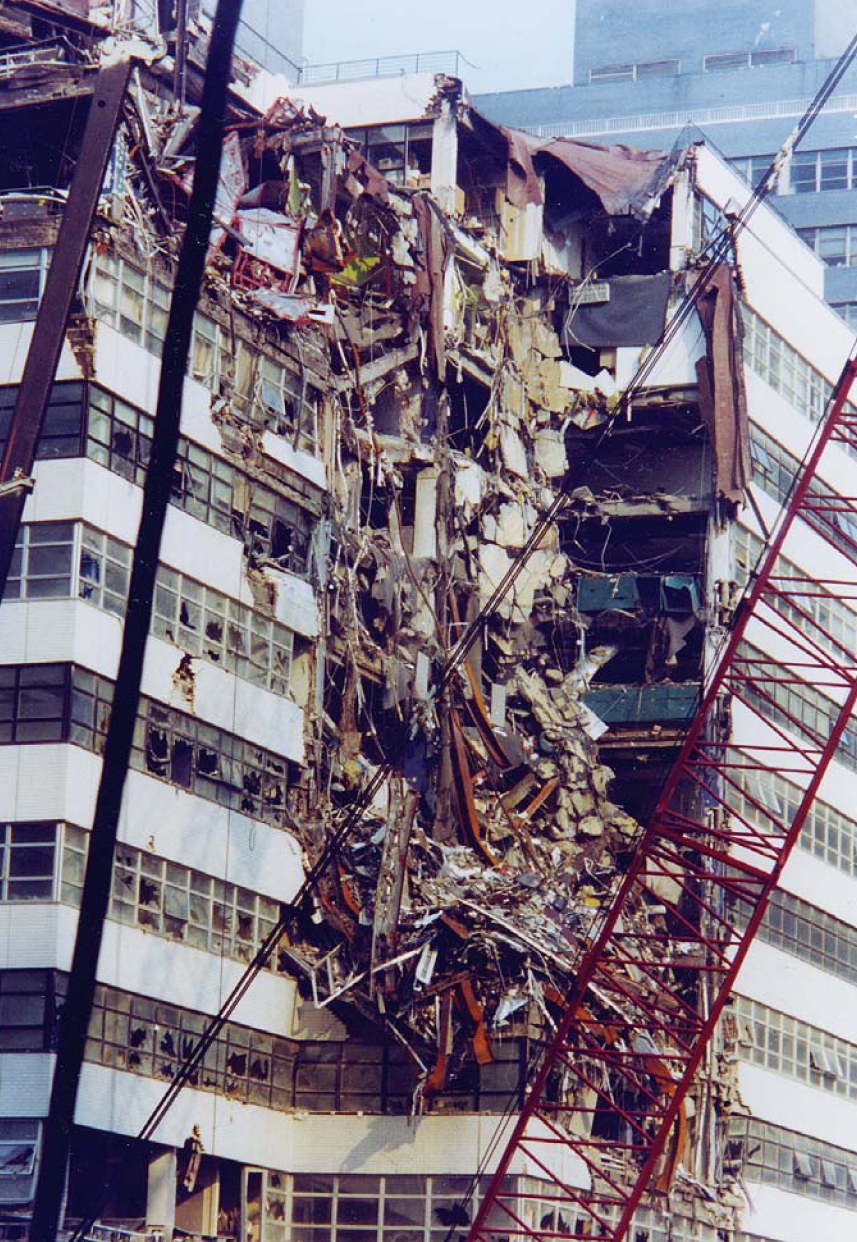
O Fiterman Hall da BMCC foi fortemente danificado pelo colapso do 7 World Trade Center

Em novembro de 2008, o NIST divulgou seu relatório final sobre as causas do colapso do 7 World Trade Center. Isso ocorreu após o relatório preliminar do NIST de 21 de agosto de 2008, que incluiu um período para comentários públicos, e foi seguido em 2012 por um resumo revisado por pares no Journal of Structural Engineering. Em sua investigação, o NIST utilizou o ANSYS para modelar os eventos que levaram ao início do colapso e modelos LS-DYNA para simular a resposta global aos eventos iniciais. :6–7O NIST determinou que o combustível diesel não desempenhou um papel importante, nem os danos estruturais causados pelo colapso das Torres Gêmeas ou pelos elementos de transferência (treliças, vigas e saliências em balanço). A falta de água para combater o incêndio foi um fator importante. Os incêndios ficaram fora de controle durante a tarde, fazendo com que as vigas do piso próximas à coluna 79 se expandissem e empurrassem uma viga principal para fora de seu lugar, provocando a falha dos pisos ao redor da coluna 79, nos pisos 8 a 14. Com a perda do suporte lateral em nove pisos, a coluna 79 entortou, puxando consigo a cobertura leste e as colunas próximas. Com a deformação dessas colunas críticas, o colapso progrediu de leste a oeste através do núcleo, sobrecarregando o suporte perimetral, que se deformou entre os andares 7 e 17, fazendo com que a parte restante do edifício acima caísse como uma única unidade. Os incêndios, alimentados pelo conteúdo dos escritórios e que queimaram por 7 horas, juntamente com a falta de água, foram a principal razão para o colapso. Na época, isso fez com que o antigo 7 WTC fosse o único arranha-céu de aço a desabar devido a um incêndio; posteriormente, houve outros, incluindo o Edifício Wilton Paes de Almeida, o Edifício Plasco e a Torre Windsor.
Arquivos relacionados a inúmeras investigações federais estavam armazenados no 7 World Trade Center. A Comissão de Oportunidades Iguais de Emprego estimou que mais de 10.000 de seus casos foram afetados. Os arquivos de investigação do maior escritório regional do Serviço Secreto foram perdidos, com um agente do Serviço Secreto afirmando: “Todas as provas que armazenávamos no 7 World Trade, em todos os nossos casos, desapareceram com o edifício”. Cópias de e-mails relacionados ao escândalo da WorldCom, que mais tarde foram solicitadas pela SEC à Salomon Brothers, uma subsidiária do Citigroup localizada no prédio, também foram destruídas.

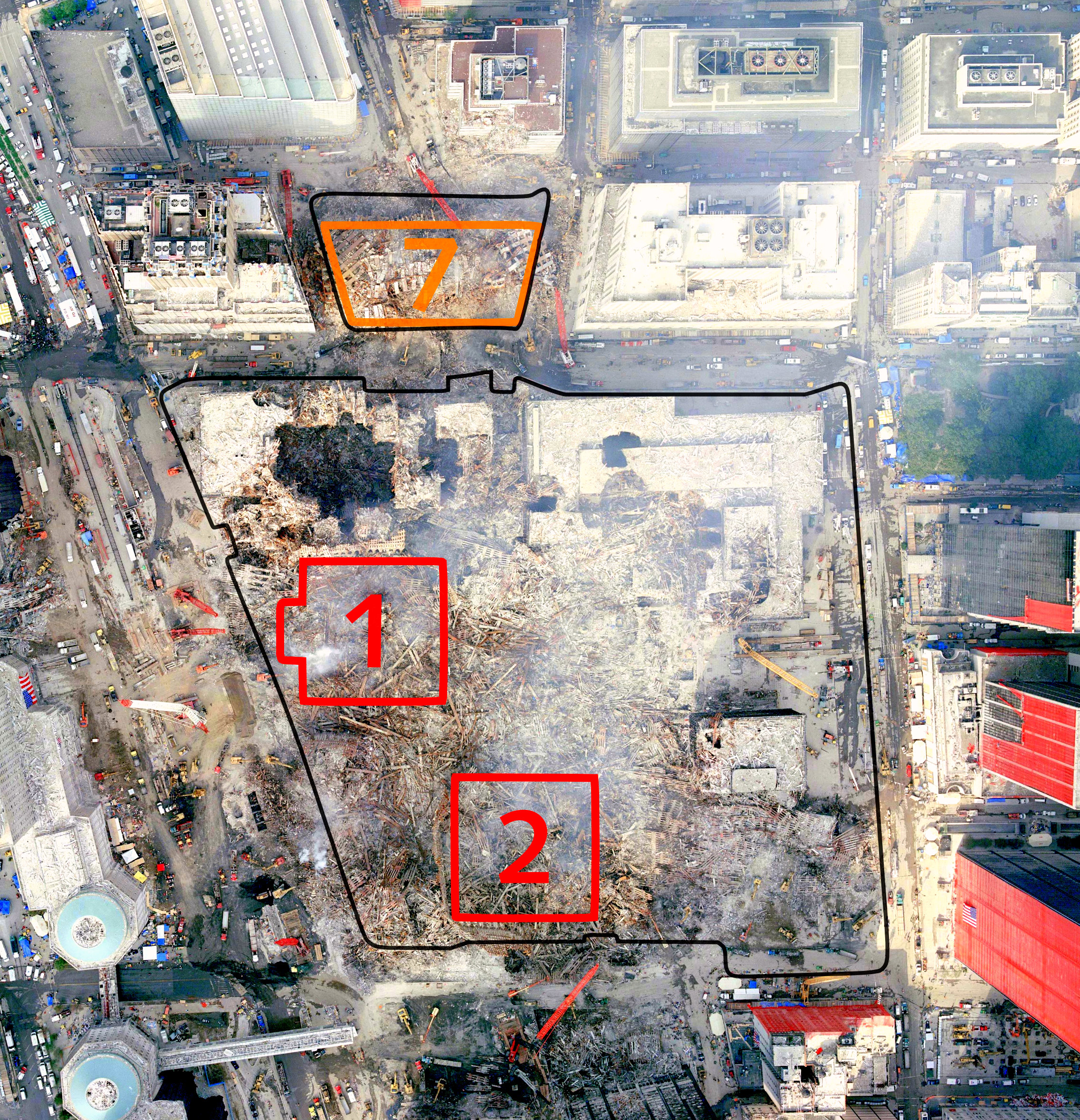
Vista aérea dos escombros do WTC e dos edifícios vizinhos em 23 de setembro de 2001, com os contornos originais das Torres Gêmeas e do 7 WTC

O relatório do NIST não encontrou evidências que sustentassem as teorias da conspiração de que o 7 World Trade Center teria sido derrubado por uma demolição controlada. Especificamente, não foram observados os padrões de quebra das janelas e os sons de explosão que teriam resultado do uso de explosivos. :26–28A sugestão de que um material incendiário como a termite foi usado em vez de explosivos foi considerada improvável pelo NIST devido à resposta estrutural do edifício ao incêndio, à natureza do incêndio e à improbabilidade de que uma quantidade suficiente de termite pudesse ser colocada sem ser descoberta. Com base na sua investigação, o NIST reiterou várias recomendações que havia feito no seu relatório anterior sobre o colapso das Torres Gêmeas. Incentivou a ação imediata em relação a outra recomendação: que a resistência ao fogo deve ser avaliada partindo do princípio de que não há sprinklers disponíveis; :65–66e que os efeitos da expansão térmica nos sistemas de suporte do piso sejam considerados. :65, 69 Reconhecendo que os códigos de construção atuais são elaborados para evitar a perda de vidas, e não o colapso de edifícios, o ponto principal das recomendações do NIST era que os edifícios não deveriam desabar devido a incêndios, mesmo que não houvesse sprinklers disponíveis. :63–73

#### Consequências
O colapso do 7 WTC lançou detritos contra o edifício Fiterman Hall do Borough of Manhattan Community College, localizado na 30 West Broadway, danificando-o e contaminando-o de forma irreparável. Um plano revisado previa a demolição em 2009 e a conclusão do novo Fiterman Hall em 2012, a um custo de US$ 325 milhões. O colapso também danificou a fachada leste do Barclay–Vesey Building, um edifício Art Déco a oeste; ele foi restaurado a um custo de US$ 1,4 bilhão. A construção do novo 7 World Trade Center começou em 2002, e a nova estrutura foi inaugurada em 2006.

## Galeria

O canto sudeste do WTC 7
Fogo intenso no lado leste do WTC 7
Fogo visível na face norte do WTC 7
O WTC 7 em chamas atrás do edifício Barclay–Vesey
Escombros do WTC 7

## Links externos
- 7 World Trade Center em SilversteinProperties.com
- 7 World Trade Center no CTBUH Skyscraper Center